# Dasyvalgus jordansi
Dasyvalgus jordansi är en skalbaggsart som beskrevs av S. Endrödi 1952. Dasyvalgus jordansi ingår i släktet Dasyvalgus och familjen Cetoniidae. Inga underarter finns listade i Catalogue of Life.